# Ectozoma pavonii
Ectozoma pavonii ist eine Pflanzenart in der Familie der Nachtschattengewächse (Solanaceae). Es ist die einzige Art der Gattung Ectozoma.

## Beschreibung

### Vegetative Merkmale
Ectozoma pavonii ist ein 2 bis 3 m hoher Strauch oder eine bis zu 15 m hohe Kletterpflanze, die aus einem holzigen, ballförmigen Gestrüpp von 40 cm Durchmesser entspringt. Die Sprosse sind unbehaart.
Die Blattspreiten der Laubblätter sind dick, lederartig und breit eiförmig, (selten 5) 8 bis 12 (18) cm lang und (2,5) 4,5 bis 6 (9) cm breit. Die Basis ist abgestumpft, die Spitze spitz zulaufend. Sie stehen an kurzen (4) 8 bis 15 (22) mm langen Blattstielen.

### Blütenstände und Blüten
Die sowohl terminal als auch achselständigen, lockeren rispigen Blütenstände bestehen aus zymösen Teilblütenständen. Die duftenden Blüten sind dick und stehen an kurzen, 4 bis 6 mm langen Blütenstielen. Der glockenförmige Kelch ist 7 bis 12 (18) mm lang und mit einfachen, zwei- bis siebenzelligen Trichomen besetzt und steht leicht über die Kronröhre hinaus. Die fünf Kelchzähne sind dreieckig, verlängert und so lang oder etwas kürzer als die Kelchröhre. Die Krone ist 10 bis 14 mm lang und grünlich-gelb, grün oder weißlich gefärbt. Die Kronröhre ist leicht trichterförmig, bis auf einen kurzen zylindrischen Abschnitt am unteren Ende. Die fünf Kronlappen sind fast kreisförmig, breiter als lang und haben etwa 1/3 der Länge der Kronröhre.
Die Staubblätter stehen leicht über die Krone hinaus, sind etwa beim unteren Viertel der Kronröhre fixiert. Die Staubfäden sind sehr kurz und gestaucht, die Basis aller Staubfäden ist zu einem halbhoch stehenden Ring vereint, dessen nach innen gewandte Oberfläche dicht mit Trichomen besetzt ist. Die an der Rückseite fixierten Staubbeutel sind zugespitzt, die beiden Theka sind nicht zusammenfließend, stehen aber nur in einem kleinen körpernahen (promimalen) Bereich getrennt voneinander. Die Pollen sind mit einem Durchmesser von 35 bis 40 µm mittelgroß.
Der Fruchtknoten ist zweilappig und zweikammerig und konisch geformt. Die Nektarien sind etwas emporgehoben. Der 5 bis 6 mm lange Griffel ist gerade geformt, die etwas emporgehobene Narbe fast kugelig-köpfchenförmig, leicht eingedrückt und zweilappig.

### Früchte und Samen
Die Früchte sind fast kugelige, eingedrückte Beeren, die etwas über den beständigen Kelch herausstehen. Die bumerang-förmigen Samen sind 2,2 bis 2,5 mm lang, die Seite, an der sich das Hilum befindet, ist jedoch gerade statt konkav. Die Keimblätter sind etwas länger als breit, etwa gleich breit wie das restliche Embryo, dieses ist jedoch zwei- bis dreimal länger. Das Endosperm ist recht reichlich ausgeprägt.

## Vorkommen
Die einzige Art der Gattung Ectozoma wächst endemisch in den Regenwäldern der Vorgebirge Ecuadors und Perus in Höhen zwischen 200 und 800 m. 

## Systematik
Die Gattung steht den Juanulloa nahe, unterscheidet sich von dieser jedoch durch die kleineren Blüten in den doldenrispigen Blütenständen, den verwachsenen Staubblättern und der Form der Narbe von diesen. Weiterhin unterscheidet die Form des Embryo im Samen die beiden Gattungen.